# کوین یانسن
کوین یانسن (هلندی: Kevin Jansen؛ زادهٔ ۸ آوریل ۱۹۹۲) بازیکن فوتبال اهل هلند است.
از باشگاه‌هایی که در آن بازی کرده‌است می‌توان به باشگاه فوتبال اکسلسیور و باشگاه فوتبال دن هاگ اشاره کرد.